# Saint-Pierre-lès-Franqueville
Saint-Pierre-lès-Franqueville är en kommun i departementet Aisne i regionen Hauts-de-France i norra Frankrike. Kommunen ligger  i kantonen Sains-Richaumont som ligger i arrondissementet Vervins. År 2022 hade Saint-Pierre-lès-Franqueville 41 invånare.

## Befolkningsutveckling
Antalet invånare i kommunen Saint-Pierre-lès-Franqueville
Referens: INSEE